# ام.۲
ام. ۲ (به انگلیسی: M.2) یک نوع درایو حالت جامد که مطابق با مشخصات تعیین‌شدهٔ مربوط به صنعت رایانه طراحی شده برای کارت توسعه، از نوع کارت‌های ذخیره‌سازی که در داخل دستگاه نصب می‌شوند.